# Liste von Kirchen in Mailand
Diese Liste enthält Sakralbauten in der Stadt Mailand, sortierbar nach Kriterien wie:
- Name: in der ersten Spalte deutscher Name, in der zweiten Spalte Originalname auf Italienisch
- Standort: Straße mit Nummer, Postleitzahl und Stadtteil, ggf. Gemarkung und Koordinaten
- Baujahr: bezieht sich immer auf die Erstausführung der aktuellen Kirche
- Architekt: Name des verantwortlichen Architekten für die Erstausführung, falls verfügbar
- Stil: heutige Hauptstilrichtung
- Anmerkung: ergänzende Informationen, z. B. heutige oder ehemalige Nutzung, ehemalige Patrozinien usw.

## Römisch-katholische Kirchen
| deutscher Name                              | italienischer Name                                                             | Standort                             | Baujahr             | Stil            | Architekt          | Anmerkung                          | Bild                         |
| ------------------------------------------- | ------------------------------------------------------------------------------ | ------------------------------------ | ------------------- | --------------- | ------------------ | ---------------------------------- | ---------------------------- |
| Mailänder Dom Kathedrale der Heiligen Maria | Duomo di Santa Maria Nascente Cattedrale Metropolitana di Santa Maria Nascente | Domplatz 45° 28′ 23″ N, 9° 10′ 33″ O | 1388–1965           | Gotisch         | div.               | Kathedrale                         | Mailänder Dom                |
| Hl. Maria beim Hl. Satyrus                  | Santa Maria presso San Satiro                                                  | Via Torino 19                        | 1472–1482           | Frührenaissance | Bramante/Amadeo    |                                    | Sta Maria presso S. Satiro   |
| Basilika des Heiligen Laurentius            | San Lorenzo Maggiore                                                           | Corso di Porta Ticinese              | 372–402             | Spätantik       |                    |                                    | Laurentius-Basilika          |
| Basilika des Heiligen Ambrosius             | Basilica di Sant’Ambrogio                                                      | Piazza Sant’Ambrogio 15              | 379–1099            | Romanisch       |                    |                                    | Ambrosius-Basilika           |
| Hl. Maria                                   | Santa Maria delle Grazie                                                       | Corso Magenta                        | –1490               | Gotisch         | Bramante/Solari    | Leonardo-Abendmahl                 | Santa Maria delle Grazie     |
| St. Mauritius                               | San Maurizio                                                                   | Corso Magenta                        | vor 823 / 16. Jh.   | Renaissance     |                    | Vollständige Ausmalung mit Fresken | San Maurizio                 |
| Hl. Maria beim hl. Celsius                  | Santa Maria presso San Celso                                                   | Corso Italia                         | Fertiggestellt 1493 | Manierismus     |                    | Ambrosianischer Ritus              | Santa Maria presso San Celso |
| Hl. Antonius von Padua                      | Basilica Sanctuario Sant'Antonio di Padova                                     | Via Carlo Farini                     | Fertiggestellt 1904 | Eklektizismus   | Paolo Cesa Bianchi | Franziskanerkirche                 | St. Antonius von Padua       |
| Hl. Karl Borromäus                          | San Carlo al Corso                                                             | Corso Vittorio Emanuele II           | 1832–1847           | Klassizismus    | Carlo Amati        | Servitenkirche                     | San Carlo al Corso           |